# Phagocata velata
Phagocata velata är en plattmaskart som först beskrevs av Stringer 1909.  Phagocata velata ingår i släktet Phagocata och familjen Planariidae. Inga underarter finns listade i Catalogue of Life.